# عظم جبهي
العظم الجبهي (بالإنجليزية: Frontal bone)‏ هو أحد عظام الجمجمة المفردة، ويشكل الجبهة والحافة العلوية وسقف المحجر. يتوضع في الوجه الأمامي للقحف، ويشاهد من الوجه الجانبي ومن قاعدة القحف أيضاً، وهو عظم مفرد يكون في الحياة الجنينية مزدوجاً وبعد التحامه يبقى أثر للالتحام يسمى: الدرز الجبهي (الناصف)، يساهم في تشكيل كل من الحفرة القحفية الأمامية وقاعدة القحف وجوف الحجاج.
أقسامه:
1. صدفة الجبهي: وهي القسم العمودي.
2. القسم الحجاجي (الصفيحة الأفقية) Orbital part: يشكل سقف الحجاج.
3. القسم الأنفي Nasal part: يقع بين القسمين السابقين.

يحوي جيبان هوائيان موجودان في سماكة هذا العظم هما الجيبان الهوائيان الجبهيان، ويكونان مبطنين بغشاء مخاطي تصل مفرزاته إلى جوف الأنف، حيث يصب كل جيب في الصماخ الأنفي الأوسط. ويكتمل تشكل الجيبان الجبهيان بعمر الـ الخمسة عشر سنة.
أجواف الجمجمة موجودة في عدد من عظام القحف ووظيفتها تخفيف وزن الجمجمة، وإعطاء نغمة للصوت، لذلك يتغير صوت الإنسان عند إصابته بالرشح
نظراً لامتلاء تلك الجيوب بالسوائل حينها.

## صدفة الجبهي
قسم عمودي مسطح،
تشكل الجبهة مقدمة جوف القحف،
لها وجهان : خارجي وداخلي، تتمفصل مع العظمين الجداريين بواسطة الدرز الإكليلي،
وتتمفصل في كل جانب مع الجناح الصغير للوتدي في الحفرة الصدغية,
كما تتمفصل مع العظم الوجني عبر الناتئ الوجني.
العظم الجبهي اتصاله بالخلف مع الجداري يوجد قسم صغير نسميه الجناح الكبير للوتدي
ويوحد اتصال آخر مع الوجني
بالنسبة للوجني نسميه الناتئ الجبهي للوجني بينما الناتئ بالأعلى نسميه الناتئ الوجني
للجبهي
أي تسمى الأسماء مع ما سيتصل به، ناتئ وجني لانه سيتتصل مع العظم الوجني لكنه بالاصل
من الجبهي وبالعكس الناتئ الجبهي لانه سيتصل نع الناتئ الجبهي لكنه بالأصل من الوجني.
ولدينا قسم أفقي هو الصفيحة الحجاجية.
ولدينا القسم المتوضع بالوسط بين هذه الأقسام هو القسم الأنفي.

### الوجه الخارجي للصدفة
تشاهد عليه المعالم التالية:
- الحديبتان الجبهيتان: وهي تبارز كبير وواضح على الجانبين.
- الدرز الجبهي: وهو بقايا الالتحام بين نصفي العظم ويقع فوق القسم الأنفي.
- الحافة فوق الحجاج : تبارز ممتد عرضياً فوق العينين في جوف الحجاج وتتميز بوجود ثلمتين هما :

1. الثلمة فوق الحجاج : إن قسمنا الحافة فوق الحجاج لثلاث أثلاث نلاحظ وجود الثلمة فوق الحجاج في منطقة اتصال الثلثين الوحشيين بالثلث الأنسي، وتتحول أحياناً إلى ثقبة تمر بها الأوعية والأعصاب (العصب فوق الحجاج).
2. الثلمة الجبهية: إلى الإنسي من الثلمة فوق الحجاج يمر منها العصب والأوعية فوق البكرية.

- الناتئ الوجني: نتوء يتبارز من الحافة فوق الحجاج نحو الأسفل، يتمفصل مع العظم الوجني، حيث يوجد في العظم الوجني ناتئاً يسمى الناتئ الجبهي يتمفصل مع العظم الجبهي.
- القوس الحاجبية : تبارز بمنطقة الحاجب، تقع فوق الحافة فوق الحجاج، وتقع الحديبة الجبهية فوقه (بحيث يصبح الترتيب : الحافة فوق الحجاج فوفها القوس الحاجبية فوقها الحدبة الجبهية).
- المقطب: منطقة متبارزة توجد بين الحاجبين أي فوق الحافتين فوق الحجاج.
- أما على الوجه الأنفي فلدينا الشوكة الأنفية وهي عبارة عن تبارز بالوسط تماما يتمفصل مع العظم الأنفي.

ملاحظة : يمتد فوق الناتئ الوجني خط إلى الأعلى هو الخط الصدغي.

### الوجه الداخلي للصدفة
تشاهد عليه المعالم التالية:
- تلم الجيب السهمي العلوي : تلم واسع يكمل من الجبهي إلى الجداري ليصل إلى القذالي. جيب علوي لأنه بالمنطقة العلوية وسهمي لأنه يمشي على الدرز السهمي. يسمى تلم الجيب الوريدي السهمي. في السحايا لا نسمي أوردة وإنما تسمى جيوب لأن الوريد يكون ضخماً جداً، إذا الجيب = وريد ضمن السحايا.
- العرف الجبهي: تبارز على النهاية السفلية للتلم السهمي العلوي، يعاكس الدرز الجبهي في المنظر الخارجي. وهو قسم مهم لأن السحايا ترتكز على قسم منه.
- النقيرات الحبيبية : سبب هذه النقيرات وجود زغابات عنكبوتية وظيفتها الإفراز والامتصاص، حيث أن السائل الدماغي الشوكي يجب أن يفرز ويمتص، تلتصق هذه الزغابات مباشرة على العظم (تتثبت على العظم) إذاً يوجد لدينا نقيرات حبيبية تعكس أماكن اتصال الزغابات العنكبوتية توجد في الأعلى من تلم الجيب السهمي العلوي وهي أثر انطباعي لتبارزات من الأم العنكبوتية تسمى النقيرات العنكبوتية.

## القسمان الحجاجيان
صفيحتان أفقيتان، يشكل وجهاهما السفليان المقعران (أي الخارجيان) سقفي الحجاج، ويشكل وجهاهما العلويان (أي الداخليان) أرضية الحفرة القحفية الأمامية.

### معالم الوجه الخارجي
- الثلمة الغربالية: فراغ بين الصفيحتين الحجاجيتين على شكل حرف U مفتوحة نحو الخلف حيث تغلقها الصفيحة المصفوية الغربالية، يحدها من كل جانب سطح عظمي غير منتظم به تجاويف على شكل أنصاف خلايا من العظم الغربالي، تسهم في تشكيل الخلايا الغربالية الهوائية التي تتشكل من نصف خلية غربالية مع نصف خلية جبهية.
- الصفيحة الحجاجية: على جانبي الثلمة الغربالية، لها جانبان وحشي وأنسي:

- في الجانب الوحشي: توجد حفرة الغدة الدمعية.
- في الجانب الإنسي: توجد النقرة البكرية تحل محلها شوكة أو ناتئ، ويمر منها وتر العضلة المائلة العينية العلوية.
الأوعية والأعصاب التي تقع فوق النقرة البكرية تسمى بالأعصاب فوق البكرية التي تمر في التلمة الجبهية.

### معالم الوجه الداخلي
- الثقبة العوراء: تقع بين العرف الجبهي والثلمة الغربالية، تكون مفتوحة في الحياة الجنينية ثم تنغلق.
- الانطباعات الإصبعية: آثار تتركها تلافيف الدماغ وتحديداً الفص الجبهي للدماغ على الوجه الداخلي للعظم.

يوجد لدينا خط يرتسم من الناتئ الوجني للأعلى والخلف يسمى الخط الصدغي.

## القسم الأنفي
قسم صغير جداً يقع أمام الثلمة الغربالية على الخط الناصف، يتميز عليه:
- الثلمة الأنفية: على شكل رقم 8 يتمفصل كل فرع منها مع العظم الأنفي والناتئ الجبهي للعظم الفكي العلوي.
- الشوكة الأنفية : قسم متبارز نحو الأسفل.[4]